# Infrastruttura di dati territoriali
Il termine Infrastruttura di Dati Territoriali (IDT; Spatial Data Infrastructure nel linguaggio utilizzato internazionalmente) indica l'insieme di tecnologie, metodi, politiche ed accordi istituzionali tesi a facilitare la disponibilità, l'omogeneità e l'accesso a dati geospaziali; la parola infrastruttura viene utilizzata per veicolare il concetto di un ambiente di supporto affidabile, in analogia alle reti stradali o di telecomunicazioni, per la circolazione dei dati stessi.
Un'IDT è qualcosa di più che un insieme di dati; un'IDT gestisce dati e relativi attributi, metadati, strumenti per la scoperta, visualizzazione e valutazione dei dati (cataloghi e webmapping), modalità di accesso ai dati. Per rendere un'IDT funzionale è necessaria, inoltre, la presenza di accordi istituzionali per il coordinamento e l'amministrazione a livello locale, regionale, nazionale, continentale e mondiale.
Un'IDT fornisce un ambiente ideale alla connessione delle applicazioni ai dati, influenzando allo stesso tempo la creazione dei dati e lo sviluppo delle applicazioni sulla base di standard e politiche appropriate.

## Interoperabilità
Uno dei maggiori vantaggi che, potenzialmente, offre lo sviluppo di una IDT è la possibilità di riutilizzo, quindi di protezione del valore, di dati e sistemi esistenti (mantenimento, aggiornamento, re-ingegnerizzazione), grazie ad un processo evolutivo di migrazione sostenibile da sistemi legacy a sistemi basati su standard internazionalmente riconosciuti; ciò dovrebbe assicurare l'interoperabilità della IG disponibile.
L'interoperabilità, intesa come la capacità di sistemi computer-based di comunicare in maniera significativa tra di loro (anche se non previsto durante lo sviluppo dei singolo sistemi), riveste un ruolo fondamentale nello sviluppo di una IDT; le nuove tecnologie dell’informazione, grazie all'uso di standards comuni, permettono di realizzare interfacce di comunicazione tali da rendere possibile la collaborazione tra servizi sviluppati in tempi diversi, da enti diversi, su diverse piattaforme ed indipendentemente l'uno dall'altro.
Il concetto di interoperabilità si applica a diversi livelli; si distingue generalmente:
- interoperabilità tecnologica: richiesta sia a livello di dati, il che comporta lo sviluppo di standard per la descrizione, l'accesso ed il trasporto dei dati stessi (cataloghi, metadati, interfacce tra database, protocolli di trasporto, ecc.), sia a livello di servizi (es. interfacce di comunicazione sviluppate su standard comuni).
- interoperabilità semantica: presenta sfide maggiori, in quanto riguarda la capacità di varie organizzazioni di condividere il "significato" dei dati presenti nei propri database e dei servizi su di essi sviluppati. Con i recenti sviluppi dei webservices, poi, l'interoperabilità semantica riguarda anche la capacità proprio dei webservices di "capirsi", a prescindere dall'intervento umano.

Negli attuali processi di sviluppo di IDT si sta facendo ampio uso del paradigma della programmazione distribuita basata su webservices: i webservices sono delle componenti software web-based che espongono le proprie caratteristiche e funzionalità tramite interfacce standard. L'uso di interfacce sviluppate secondo standards internazionalmente riconosciuti, permette l'interoperabilità fra webservices, indipendentemente dall'architettura su cui sono stati implementati.
Per quel che riguarda le IDT, l'Open Geospatial Consortium è da alcuni anni attivo nella redazione di specifiche tecniche per la realizzazione di componenti standard utili all'implementazione di IDT. Da diversi anni OGC lavora in stretto contatto con ISO TC211. OGC prende a riferimento gli standard ISO, d'altro canto alcune specifiche OGC sono ora standard ISO (es. ISO 19128:2005 Geographic information - Web map server interface).
Per quanto riguarda l'interoperabilità semantica è possibile fare riferimento all'attività del W3C in relazione al Semantic Web, mentre nello specifico dell'interoperabilità semantica in ambito IDT è molto attivo il Muenster Semantic Interoperability Lab (MUSIL).

## Geoportali
Nel contesto della progettazione e sviluppo di una IDT, un geoportale costituisce il punto di accesso singolo a risorse geospaziali distribuite.
Il documento OGC Geospatial Portal Reference Architecture delinea un'architettura concettuale di riferimento per l'implementazione di un geoportale basata su paradigma SOA (quindi offre funzionalità software tramite web services secondo il paradigma publish-find-bind) e ne specifica comportamento e componenti funzionali. Tale architettura prevede la presenza di quattro classi principali di servizi a supporto delle necessità funzionali di un geoportale:
- Servizi di Portale: i servizi di portale forniscono un singolo punto di accesso a risorse e servizi disponibili, oltre a funzionalità di amministrazione e gestione del portale stesso. L'accesso ai servizi è garantito da componenti software client, tra le quali sono da citare:
  - client di visualizzazione: fornisce l'interfaccia di visualizzazione e navigazione delle risorse disponibili;
  - client di ricerca: fornisce gli strumenti per la ricerca e localizzazione di risorse in base a criteri definiti dall'utente;
  - client di pubblicazione: permette all'amministratore del portale o ad un altro utente autorizzato di pubblicare risorse sul portale;
  - client gazetteer: permette all'utente di effettuare ricerche geografiche in base ai toponimi.
- Servizi di Catalogo: i servizi di catalogo forniscono gli strumenti per classificare, registrare, ricercare, gestire ed utilizzare metadati di dati e servizi geospaziali; i metadati possono essere recuperati /interrogati tramite servizi di catalogo al fine di valutare e, in sistemi più avanzati, di invocare ed ottenere la risorsa descritta dai metadati stessi.
- Servizi di Presentazione: sono i servizi dedicati alla visualizzazione/navigazione di dati geografici.
- Servizi sui Dati: sono servizi che forniscono accesso a dati geografici residenti in repository o banche dati.